# Latenizacja
Latenizacja – w archeologii termin oznaczający proces przejmowania pewnych cech kulturowych, typowych dla zbiorów zabytków kultury lateńskiej, przez zbiory zabytków charakterystycznych dla innych kultur archeologicznych.
Nazwa pochodzi od eponimicznego stanowiska archeologicznego La Tène w miejscowości La Tène nad jeziorem Lac de Neuchâtel w Szwajcarii, w czasie badań archeologicznych w XIX wieku na tym stanowisku odkryto znaczne ilości zabytków związanych z ludnością celtycką. Archeolodzy terminem laten określają zbór cech kulturowych charakterystycznych dla ludności celtyckiej, jednak kultura lateńska nie jest jednoznacznie tożsama z kulturą Celtów, gdyż niektóre grupy ludności celtyckiej znalazły się poza oddziaływaniem kultury lateńskiej (badania językowe).